# Patumbak Kampung
Patumbak Kampung is een bestuurslaag in het regentschap Deli Serdang van de provincie Noord-Sumatra, Indonesië. Patumbak Kampung telt 16.014 inwoners (volkstelling 2010).